# ترايلز أوف مانا
ترايلز أوف مانا (بالإنجليزية: Trials of Mana)‏ هي لعبة فيديو أكشن تقمص الأدوار طورتها زين ونشرتها سكوير إنكس، صدرت في 24 أبريل 2020 وتعمل على أنظمة ويندوز، نينتندو سويتش، بلاي ستيشن 4، أندرويد، آي أو إس.
وقد حصلت اللعبة على أكثر من 5 آلاف عملية تنزيل وعلى تقييم 4.4 على جوجل بلاي.